# FKマチュヴァ・シャバツ
フドバルスキ・クルブ・マチュヴァ・シャバツ（セルビア語: Фудбалски клуб Мачва Шабац, セルビア・クロアチア語: Fudbalski klub Mačva Šabac）は、セルビアのシャバツをホームタウンとするサッカークラブである。

## 歴史
1919年創立。当初はノヴィ・サド地区1部に所属した。戦間期にFKヴォイヴォディナ・ノヴィ・サドとのライバル関係が築かれた 。また、1927年にはプロヴィンツィイスキ・ウルグヴァイのニックネームがついた。プロヴィンツィイスキは地域リーグに所属していたことから、ウルグヴァイはこのクラブのプレースタイルが当時のオリンピックチャンピオンであるウルグアイの物に似ていた事に由来している。1928年春にはライバルのヴォイヴォディナを6-1で下してノヴィ・サド地域の王者に輝き、バナト地域の王者であるオビリッチ・ヴェリキ・ベチュケレクにも4-1で勝利、シュマディヤ地域の王者であるFKシュマディヤ1903に4-3で勝利し、最終戦のZAŠKを6-1で下した。こうしてベオグラード連盟の王者に輝くと一躍有名クラブとなり、ポリティカ紙が繰り返しプロヴィンツィイスキ・ウルグヴァイの愛称を使った上にSKイェディンストヴォ・ベオグラードを3-2で、イラクリス・テッサロニキFCを3-1で、アリス・テッサロニキFCを4-2で下した事によってその知名度は更に上がった。
翌シーズンもノヴィ・サド地域の王者に輝き、ヴォイヴォディナ地域リーグへの出場権を得るとこのリーグも制覇、これによって1930-31シーズンにユーゴスラビア・プルヴァ・リーガに参戦した。最下位の6位にはなったもののユーゴスラビア代表に招集される選手も現れるなど大きな功績を残した。

## サポーター
サポーターはシャネリ（Шанери, Šaneri）と呼ばれ、FKナプレダク・クルシェヴァツのサポーターグループであるヤクザ（Јакуза, Jakuza）と友好関係を結んでいる。

## タイトル

### 国内タイトル
- セルビア・プルヴァ・リーガ：1回
  - 2016-17

### 国際タイトル
- なし

## 過去の成績
| シーズン | ディビジョン               | ディビジョン | ディビジョン | ディビジョン | ディビジョン | ディビジョン | ディビジョン | ディビジョン | ディビジョン | セルビア・カップ |
| シーズン | リーグ                     | 試           | 勝           | 分           | 敗           | 得           | 失           | 点           | 順位         | セルビア・カップ |
| -------- | -------------------------- | ------------ | ------------ | ------------ | ------------ | ------------ | ------------ | ------------ | ------------ | ---------------- |
| 2016-17  | セルビア・プルヴァ・リーガ | 30           | 19           | 6            | 5            | 49           | 26           | 62           | 1位          |                  |
| 2017-18  | セルビア・スーペルリーガ   | 37           | 11           | 8            | 18           | 38           | 52           | 26           | 12位         | 準決勝敗退       |
| 2018-19  | セルビア・スーペルリーガ   | 37           | 10           | 11           | 16           | 24           | 38           | 25           | 12位         | ベスト16         |
| 2019-20  | セルビア・スーペルリーガ   | 30           | 2            | 7            | 21           | 18           | 53           | 13           | 16位         | ベスト16         |
| 2020-21  | セルビア・スーペルリーガ   |              |              |              |              |              |              |              | 位           |                  |

## 歴代監督
- ドラガン・アニチッチ 2019-

## 歴代所属選手
- ヴォイスラヴ・メリッチ 1958-1960
- ミロスラヴ・ジュキッチ 1986-1989
- ミレンコ・コヴァチェヴィッチ 1988-1990
- 本間和生 2002-2004
- ネナド・エリッチ 2004, 2005
- ランコ・デスポトヴィッチ 2004-2005
- アンドリヤ・カルジェロヴィッチ 2005
- アレクサンダル・イェヴティッチ 2005-2007
- ボヤン・シャラノヴ 2005-2007
- ドゥシャン・ツヴェティノヴィッチ 2006-2007
- フィリプ・カサリツァ 2007
- アレクサンダル・ラドヴァノヴィッチ 2010-2015
- ムルン・アルタンホヤグ 2015
- ネマニャ・ミロヴァノヴィッチ 2017
- ニコラ・アシュチェリッチ 2019
- ミロシュ・ゴルディッチ 2020-2021
- ステファン・トリプコヴィッチ 2020-2021
- マルティン・ノヴァコヴィッチ 2023-